# Nicola Galdo
Nicola Galdo (Napoli, 18 gennaio 1917 – 23 dicembre 1967) è stato un avvocato e politico italiano.

## Biografia
Uomo di spicco del MSI napoletano, fu parlamentare esclusivamente nella quarta legislatura. Fu autore alla camera di 60 interventi e 21 progetti di legge. Morì nel 1967 mentre era in carica come parlamentare, venendo sostituito dal primo dei non eletti, Ferdinando Di Nardo.

## Incarichi
IV Legislatura della Repubblica italiana
- IV Commissione giustizia. Membro dal 1 luglio 1963 al 23 dicembre 1967.
- Commissione speciale per l'esame del disegno di legge n. 2017 "disciplina degli interventi per lo sviluppo del mezzogiorno". Membro dal 17 febbraio 1965 al 23 dicembre 1967.
- Commissione speciale per l'esame dei progetti di legge aventi per oggetto la disciplina dei contratti di locazione degli immobili urbani. Membro dal 18 maggio 1965 al 23 dicembre 1967.